# Kołontajewka (obwód kurski)
Kołontajewka (ros. Колонтаевка) – osiedle typu wiejskiego w zachodniej Rosji, w sielsowiecie gustomojskim rejonu lgowskiego w obwodzie kurskim.

## Geografia
Miejscowość położona jest 8 km od centrum administracyjnego sielsowietu (Gustomoj), 12 km na południowy zachód od centrum administracyjnego rejonu (Lgow), 76 km na południowy zachód od Kurska, 7 km od drogi regionalnego znaczenia 38K-017 (Kursk – Lgow – Rylsk – granica z Ukrainą) – część trasy europejskiej E38. W granicach osiedla znajduje się przystanek kolejowy Kołontajewka (linia 322 km – Lgow-Kijewskij)
W osiedlu znajdują się ulice: Centralnaja, pierieułok Centralnyj, Stancyonnaja, Szkolnaja i Tichaja (155 posesji).
Klimat
Miejscowość, jak i cały rejon, znajduje się w strefie klimatu kontynentalnego z łagodnym ciepłym latem i równomiernie rozłożonymi opadami rocznymi (Dfb w klasyfikacji klimatów Köppena).

## Demografia
W 2010 r. osiedle zamieszkiwało 358 osób.